# Alain Lazare
Alain (Jean-Claude) Lazare est un athlète et homme politique français de Nouvelle-Calédonie, né le 23 mars 1952 à Nouméa. Anti-indépendantiste membre du Rassemblement, il est maire de Boulouparis depuis 1995, membre du gouvernement local de 2001 à 2004 et membre de l'Assemblée de la Province Sud et du Congrès depuis 2009.

## Carrière sportive
Alain Lazare a connu un parcours sportif national et international comme coureur de fond (tout particulièrement de marathonien) dans les années 1980. Il est champion de France de marathon à deux reprises, en 1983 (en 2 h 12 min 51 s) et en 1986 (2 h 14 min 14 s). Il est sélectionné ensuite à six reprises en équipe de France d'athlétisme entre 1984 et 1988. Il participe ainsi aux marathons des Jeux olympiques d'été de 1984 à Los Angeles (arrivé 28e) et de 1988 à Séoul (il ne termine pas la course cette fois). Il est également médaillé de bronze à la Coupe du monde de marathon en 1988, et double médaillé d'argent par équipes en 1985 et 1987. Le 12 février 1984, à Tokyo, il établit la meilleure performance française de tous les temps sur marathon en 2 h 11 min 59 s.
Il domind en règle générale les épreuves de course de fond aux Jeux du Pacifique Sud :
- 800 mètres : médaille d'argent en 1983 (Apia, Samoa, 1 min 55 s 62) et d'or en 1987 (Nouméa, Nouvelle-Calédonie, 1 h 55 min 73 s).
- 1 500 mètres : médaille d'or en 1979 (Suva, Fidji, 3 min 54 s 38), 1983 (3 min 59 s 81) et 1987 (3 min 50 s 27).
- 5 000 mètres : médaille de bronze en 1975 (Tumon, Guam, 15 min 16 s 12) et d'or en 1979 (14 min 47 s 3), 1983 (15 min 07 s 8) et 1987 (14 min 15 s 12).
- 10 000 mètres : médaille d'argent en 1975 (32 min 25 s 07) et d'or en 1979 (32 min 00 s 9), 1983 (31 min 55 s 11), 1987 (30 min 59 s 99) et 1991 (Port-Moresby - Lae, Papouasie-Nouvelle-Guinée, 34 min 44 s 58).
- marathon : médaille d'or en 1975 (2 h 36 min 35 s), 1979 (2 h 30 min 57 s), 1983 (2 h 28 min 30 s) et 1987 (2 h 26 min 58 s).
- steeple : médaille d'or en 1979 (9 min 22 s 26), 1983 (9 min 27 s 84) et 1987 (9 min 07 s 11).

Il obtient de plus six médailles d'or aux Mini-Jeux du Pacifique :
- 2 au 5 000 m : à Honiara (Îles Salomon) en 1981 (15 min 51 s 08) et aux Tonga en 1989 (14 min 45 s 27).
- 2 au 10 000 m : en 1981 (32 min 39 s 50) et en 1987 (30 min 30 s 96).
- 2 au steeple : en 1981 (9 min 36 s 01) et 1989 (9 min 41 s 84).

Il est le détenteur des records de Nouvelle-Calédonie en 3 000 mètres (le 6 octobre 1979 à Nouméa, 8 min 13 s 2), 5 000 mètres (le 15 décembre 1987 aux Jeux du Pacifique Sud de Nouméa, 14 min 15 s 12), 10 000 mètres (le 7 juillet 1979 à Nouméa, 29 min 13 s 0), semi-marathon (le 19 mai 1985 à Huntly, Waikato, Nouvelle-Zélande, 1 h 2 min 44 s). Il a également détenu pendant un temps le record de France de marathon, établi le 12 février 1984 à Tōkyō (Japon) en 2 h 11 min 59 s.

## Carrière professionnelle
Il réalise ses premières expériences professionnelles à la Banque de l'Indochine, puis à la Société Le Nickel (SLN), avant de devenir secrétaire général de la mairie de Boulouparis de 1973 à 199],. Une fois élu maire, il devient chargé de mission auprès du directeur de l'Enseignement, de la Culture, de la Jeunesse et des Sports de la Province Sud à compter du 1er septembre 1995. Il prend sa retraite le 1er avril 2003.

## Carrière politique

### Maire de Boulouparis
Membre du Rassemblement pour la Calédonie dans la République (RPCR), principal parti de la droite anti-indépendantiste (ou loyaliste) de Nouvelle-Calédonie, il est élu pour la première fois le 16 juin 1995 maire de Boulouparis, petite commune rurale de la côte Ouest de la Grande Terre, en Province Sud. Il est réélu le 16 mars 2001 et le 14 mars 2008. Elle connaît sous sa magistrature un phénomène de rurbanisation, sa population passant de 1 591 habitants en 1996 à 2 418 personnes en 2009 (soit un taux d'évolution annuel de +3,27 %, soit la cinquième plus forte croissance démographique de la Nouvelle-Calédonie pendant cette période).
Parmi les réalisations principales de ses trois mandats figurent : le réaménagement du village-centre (avec embellissements paysagers, la construction d'une arche à l'entrée de l'agglomération, notamment), l'ouverture d'une bibliothèque municipale (surnommée « Bibou ») et d'un centre culturel, les lotissements pour résidences secondaires de Bouraké et Port-Ouenghi, la réhabilitation en 2006 du wharf de Tomo (avec des farés aménagés, des sculptures et un sentier pédestre avec bancs et passerelle), l'obtention en 2009 d'une réfection de la portion de la Route territoriale 1 (RT 1) au passage de l'agglomération de Tomo (notamment pour forcer les véhicules à ralentir, avec des ilots centraux et des chicanes), la création d'un festival biennal de la bande dessinée et de l'image à partir de 2003 ou l'organisation chaque année, en mai, à partir de 1997 de la fête du cerf et de la crevette.
Il défend fermement la candidature du site d'Oumbagou, situé dans sa commune, pour remplacer le Centre d'enfouissement de Ducos à Nouméa (créé en 1963 et saturé depuis 1997, ne répondant plus à aucune norme, notamment environnementale) lorsque le chef-lieu lance une étude en 2002. Elle arrête bientôt son choix, par élimination, sur celui d'Oumbagou, le seul présentant les qualités géologiques (sol argileux empêchant la perméabilité des sols), climatiques (faible pluviométrie), d'altitude (situé en plaine) nécessaires et à être assez éloigné de toute zone habitée (en plein campagne) nécessaires, le seul problème provenant de sa distance par rapport au chef-lieu (80 km) qui entraînerait des perturbations dans la circulation. Toutefois, une association d'opposition à cette installation se crée rapidement au sein de la population de Boulouparis, reprochant au projet d'être imposé par Nouméa sans consultation des populations locales et de n'être pas totalement sûr en matière d'environnement, le site envisagé comportant « quatre forages et une source » ce qui décèlerait la présence d'une nappe phréatique. Pour autant, la candidature de Boulouparis est soutenue par les organismes écologistes locaux, et une enquête publique sur l’installation de stockage des déchets ménagers et assimilés (ISD) à Oumbagou est lancée le 3 novembre 2004. Mais le changement de majorité à la Province Sud en 2004 provoque un changement de stratégie, et c'est finalement Gadji à Païta qui est finalement retenu en 2005 par le biais de la création d'un syndicat intercommunal à vocation unique (SIVU) de traitement des déchets ménagers réunissant les communes du Grand Nouméa en juin, tandis que les deux CET existants de Ducos et du Mont-Dore doivent être transformés en centres de tri et de transit. La nouvelle Installation de stockage des déchets (ISD) est finalement mis en service en octobre 2007.

### Membre du gouvernement
Après la mise en place en 1999 des institutions prévues par l'accord de Nouméa, Alain Lazare est en huitième position de la liste d'union entre le RPCR et la Fédération des comités de coordination indépendantistes (FCCI, petit parti indépendantiste modéré qui forme la majorité avec le Rassemblement) pour la désignation le 28 mai 1999 du 1er gouvernement local. Celle-ci, menée par le maire de Nouméa Jean Lèques, obtient 7 des 11 sièges sièges à pourvoir. Lors de l'élection de l'exécutif suivant le 3 avril 2001, le maire de Boulouparis est cette fois avancé en sixième place et entre donc au gouvernement présidé par le député Pierre Frogier. Il obtient le 5 avril suivant l'animation et le contrôle du secteur des Affaires économiques. Il conserve le même poste lors du remaniement du 9 août 2002, et obtient en plus la charge des relations avec le Congrès, le Conseil économique et social et les Communes. Après la formation du 3e gouvernement (dit « Frogier II ») le 28 novembre 2002, il ajoute à ses précédentes prérogatives celles des Simplifications administratives et de l'Amélioration du Service public. Il le reste jusqu'aux élections provinciales du 9 mai 2004 et à la formation d'un nouvel exécutif le 10 juin suivant.
Chargé de mieux faire connaître les produits néo-calédoniens en France métropolitaine ou dans la région Asie-Pacifique, il mène les délégations au Salon international de l'agriculture à Paris en février 2002, au Grand Pavois de La Rochelle où la Nouvelle-Calédonie est l'invitée d'honneur en septembre 2002, à la Foire de Paris en avril-mai 2003 ou au salon Foodex de Tōkyō au Japon en mars 2004. Il présente un avant-projet de réforme de la réglementation économique le 17 mars 2004, basé sur des propositions de libération de certains prix, d'une meilleure information au consommateur, de la redéfinition des pratiques commerciales, du renforcement de la transparence et d'équilibrage des relations entre producteurs et distribution. Le changement de majorité aux élections provinciales du 9 mai 2004 font qu'elles ne seront pas suivies.

### Un fidèle du Rassemblement
Alain Lazare se montre d'autre part pendant cette période un fidèle du président fondateur du RPCR et chef historique de la famille anti-indépendantiste, le député et président de l'Assemblée de la Province Sud Jacques Lafleur, alors même que des critiques commencent à se développer au sein du parti. Ainsi, lors d'une réunion de la direction à La Foa le 8 juin 2001, un mouvement interne au Rassemblement militant pour une modernisation de ce dernier et à plus de démocratie de la part de Jacques Lafleur se fait jour, sous la conduite du maire de cette commune, Philippe Gomès. Tout en reconnaissant à ce dernier son « action essentielle pour la Nouvelle-Calédonie ces 25 dernières années », il l'appelle à prendre en compte les « secousses » qui touchent alors le RPCR (fronde du maire de Païta Harold Martin qui s'est fait réélire contre le candidat officiel du parti, démission de la première vice-présidente du Congrès Marie-Noëlle Thémereau pour protester contre le poids trop important de la Province Sud dans le jeu institutionnel) et qui, selon lui, « témoignent de la nécessité pour le parti d’évoluer, de faire en sorte qu’en son sein l’expression ait davantage sa place, que l’on fonctionne d’une manière plus démocratique aussi bien au niveau des instances que des débats qui sont ceux de la société calédonienne d’aujourd’hui ». Si cette attitude ne vaut pas à ces « réformateurs » de critique directe de la part du chef loyaliste, les plus fidèles partisans de ce dernier ne cachent pas leur hostilité à son égard. Ainsi, Alain Lazare accuse dans un entretien accordé à la radio anti-indépendantiste RRB les proches de Philippe Gomès de l'avoir « verbalement agressé » à La Foa et dit d'eux : « Je crois que ce qu’ils souhaitent c’est tout simplement avoir le pouvoir ».
Aux élections provinciales du 9 mai 2004, Alain Lazare est présent pour la première fois sur la liste du Rassemblement-UMP (nouveau nom du RPCR) menée par Jacques Lafleur en Province Sud, en 23e position, tandis que Philippe Gomès, Harold Martin et Marie-Noëlle Thémereau ont monté, avec l'opposant de longue date Didier Leroux, la formation rivale de l'Avenir ensemble. Cette dernière l'emporte avec 33,89 % des suffrages exprimés et 19 sièges sur 40 à l'Assemblée provinciale, contre 31,19 % et 16 élus pour le Rassemblement, ne permettant donc pas à Alain Lazare d'être élu. Il est ensuite le cinquième candidat des listes Rassemblement-UMP - FCCI pour les formations successives des 4e puis 5e gouvernements locaux les 10 et 24 juin 2004, qui obtiennent respectivement 3 puis 4 élus sur 11. Il devient ensuite un des cadres de la direction du parti mise en place à partir de 2005 par le nouveau président, Pierre Frogier. Il remplace de manière éphémère celui-ci, qui a démissionné le 19 juillet 2007 du gouvernement, au sein d'un exécutif chargé de gérer uniquement les affaires courantes à la suite de la démission à son tour de sa présidente Marie-Noëlle Thémereau le 23 juillet et jusqu'à l'élection du nouveau gouvernement le 6 août suivant. Alain Lazare renforce son poids au sein de sa famille politique en se faisant largement réélire à Boulouparis lors des municipales de 2008, avec 62 % des suffrages exprimés et 12 sièges sur 19 dans le cadre d'un scrutin à un seul tour, contre 22 % et 4 conseillers municipaux à la liste du membre Avenir ensemble du Congrès Pascal Vittori. Il devient trésorier de l'Association française des maires de Nouvelle-Calédonie (AFMNC, qui réunit les premiers magistrats de communes loyalistes avant tout issus du Rassemblement) en avril 2008.
En 11e place désormais sur la liste Rassemblement-UMP menée par Pierre Frogier en Province Sud lors des élections du 10 mai 2009, qui arrive en tête avec 28,54 % des suffrages et 15 sièges, Alain Lazare est élu pour la première fois à l'Assemblée de la Province Sud et au Congrès. Il devient président de la commission des sports du Congrès, ainsi que membre titulaire du Haut conseil du sport calédonien. Le 9 novembre 2011, il est porté à la 1re vice-présidence de l'Assemblée de la Province Sud, en remplacement d'Éric Gay qui a démissionné pour se consacrer à sa campagne pour les élections législatives de 2012, par 21 voix (les 15 du Rassemblement-UMP, les 4 des élus Avenir ensemble ainsi que les voix de Didier Leroux du MoDem et de Jean-Luc Régent du RPC) contre 13 à Philippe Michel (les 11 de Calédonie ensemble et les 2 de l'UDC) et 6 bulletins nuls (les 4 du groupe FLNKS et les 2 du LMD). Il est chargé de l'enseignement, de la jeunesse et des sports, de l'aménagement du domaine de Deva, des relations avec l'État, la Nouvelle-Calédonie (à l'exception des demandes de deuxième lecture des lois du pays et des saisines du Conseil constitutionnel), les collectivités territoriales, les établissements publics et les organismes auxquels la province participe, de l'organisation et du fonctionnement de l'administration de la Province, de la représentation de celle-ci en justice pour les affaires juridiques et budgétaires, de la gestion des ressources humaines et de la nomination aux emplois (à l'exception de la nomination aux emplois de secrétaire général, de secrétaire général adjoint et d'inspecteur général des politiques publiques).

## Décorations
- Chevalier de l'ordre national du Mérite par décret du 14 novembre 2003[42].

- Il reçoit également le 15 décembre 2004 le Trophée sportif de « l'hommage aux anciens athlètes »[43].